# 2001年ドイツグランプリ
2001年ドイツグランプリ (LXIII Groser Mobil 1 Preis von Deutschland) は、2001年F1世界選手権の第12戦として、2001年7月29日にホッケンハイムリンクで開催された。
スタート直後、プロスト・エイサーのルチアーノ・ブルティがミハエル・シューマッハに接触、空中回転し大クラッシュする。このアクシデントでレース中断、再スタートとなった。再スタート後のレースはウィリアムズの2台が終始リードするが、トップを走るモントーヤはピットでの給油中にトラブルが生じ30秒を費やし、3位に後退、その後エンジントラブルでリタイアする。レースを制したのはチームメイトのラルフ・シューマッハであった。

## 予選

### 予選順位
| 順位 | No | ドライバー                 | チーム                  | ラップタイム | 差     |
| ---- | -- | -------------------------- | ----------------------- | ------------ | ------ |
| 1    | 6  | ファン・パブロ・モントーヤ | ウィリアムズ- BMW       | 1:38.117     | —      |
| 2    | 5  | ラルフ・シューマッハ       | ウィリアムズ- BMW       | 1:38.136     | +0.019 |
| 3    | 3  | ミカ・ハッキネン           | マクラーレン-メルセデス | 1:38.811     | +0.694 |
| 4    | 1  | ミハエル・シューマッハ     | フェラーリ              | 1:38.941     | +0.824 |
| 5    | 4  | デビッド・クルサード       | マクラーレン-メルセデス | 1:39.574     | +1.457 |
| 6    | 2  | ルーベンス・バリチェロ     | フェラーリ              | 1:39.682     | +1.565 |
| 7    | 16 | ニック・ハイドフェルド     | ザウバー-ペトロナス     | 1:39.921     | +1.804 |
| 8    | 17 | キミ・ライコネン           | ザウバー-ペトロナス     | 1:40.072     | +1.955 |
| 9    | 19 | ペドロ・デ・ラ・ロサ       | ジャガー-コスワース     | 1:40.265     | +2.148 |
| 10   | 12 | ヤルノ・トゥルーリ         | ジョーダン-ホンダ       | 1:40.322     | +2.205 |
| 11   | 18 | エディ・アーバイン         | ジャガー-コスワース     | 1:40.371     | +2.254 |
| 12   | 10 | ジャック・ヴィルヌーヴ     | B・A・R -ホンダ         | 1:40.437     | +2.320 |
| 13   | 9  | オリビエ・パニス           | B・A・R -ホンダ         | 1:40.610     | +2.493 |
| 14   | 22 | ジャン・アレジ             | プロスト-エイサー       | 1:40.740     | +2.623 |
| 15   | 11 | リカルド・ゾンタ           | ジョーダン-ホンダ       | 1:41.174     | +3.057 |
| 16   | 23 | ルチアーノ・ブルティ       | プロスト-エイサー       | 1:41.213     | +3.096 |
| 17   | 7  | ジャンカルロ・フィジケラ   | ベネトン-ルノー         | 1:41.299     | +3.182 |
| 18   | 8  | ジェンソン・バトン         | ベネトン-ルノー         | 1:41.438     | +3.321 |
| 19   | 15 | エンリケ・ベルノルディ     | アロウズ-アジアテック   | 1:41.668     | +3.551 |
| 20   | 14 | ヨス・フェルスタッペン     | アロウズ-アジアテック   | 1:41.870     | +3.753 |
| 21   | 21 | フェルナンド・アロンソ     | ミナルディ-ヨーロピアン | 1:41.913     | +3.796 |
| 22   | 20 | タルソ・マルケス           | ミナルディ-ヨーロピアン | 1:42.716     | +4.599 |

• 予選通過タイム 1:44.985

## 結果
| 順位     | No | ドライバー                 | チーム                  | 周回 | タイム         | グリッド | ポイント |
| -------- | -- | -------------------------- | ----------------------- | ---- | -------------- | -------- | -------- |
| 1        | 5  | ラルフ・シューマッハ       | ウィリアムズ-BMW        | 45   | 1:18:17.873    | 2        | 10       |
| 2        | 2  | ルーベンス・バリチェロ     | フェラーリ              | 45   | +46.117        | 6        | 6        |
| 3        | 10 | ジャック・ヴィルヌーヴ     | B・A・R-ホンダ          | 45   | +1:02.806      | 12       | 4        |
| 4        | 7  | ジャンカルロ・フィジケラ   | ベネトン-ルノー         | 45   | +1:03.477      | 17       | 3        |
| 5        | 8  | ジェンソン・バトン         | ベネトン-ルノー         | 45   | +1:05.454      | 18       | 2        |
| 6        | 22 | ジャン・アレジ             | プロスト-エイサー       | 45   | +1:05.950      | 14       | 1        |
| 7        | 9  | オリビエ・パニス           | B・A・R-ホンダ          | 45   | +1:17.527      | 13       |          |
| 8        | 15 | エンリケ・ベルノルディ     | アロウズ-アジアテック   | 44   | +1 Lap         | 19       |          |
| 9        | 14 | ヨス・フェルスタッペン     | アロウズ-アジアテック   | 44   | +1 Lap         | 20       |          |
| 10       | 21 | フェルナンド・アロンソ     | ミナルディ-ヨーロピアン | 44   | +1 Lap         | 21       |          |
| リタイア | 12 | ヤルノ・トゥルーリ         | ジョーダン-ホンダ       | 34   | ハイドロリック | 10       |          |
| リタイア | 4  | デビッド・クルサード       | マクラーレン-メルセデス | 27   | エンジン       | 5        |          |
| リタイア | 20 | タルソ・マルケス           | ミナルディ-ヨーロピアン | 26   | ギアボックス   | 22       |          |
| リタイア | 6  | ファン・パブロ・モントーヤ | ウィリアムズ-BMW        | 24   | エンジン       | 1        |          |
| リタイア | 1  | ミハエル・シューマッハ     | フェラーリ              | 23   | 燃料圧         | 4        |          |
| リタイア | 23 | ルチアーノ・ブルティ       | プロスト-エイサー       | 23   | スピン         | 16       |          |
| リタイア | 17 | キミ・ライコネン           | ザウバー-ペトロナス     | 16   | ハーフシャフト | 8        |          |
| リタイア | 18 | エディ・アーバイン         | ジャガー-コスワース     | 16   | 燃料圧         | 11       |          |
| リタイア | 3  | ミカ・ハッキネン           | マクラーレン-メルセデス | 13   | エンジン       | 3        |          |
| リタイア | 11 | リカルド・ゾンタ           | ジョーダン-ホンダ       | 7    | 接触           | 15       |          |
| リタイア | 16 | ニック・ハイドフェルド     | ザウバー-ペトロナス     | 0    | 接触           | 7        |          |
| リタイア | 19 | ペドロ・デ・ラ・ロサ       | ジャガー-コスワース     | 0    | 接触           | 9        |          |

## 注
- ファン・パブロ・モントーヤが初のポールポジションを獲得した。
- ジャック・ヴィルヌーヴにとって最後の表彰台となった。
- プロスト・グランプリにとって最後のポイントとなった。
- ジェンソン・バトンにとって今シーズン初、かつ唯一のポイント獲得となった。
- レースはプロストのルチアーノ・ブルティがフェラーリのミハエル・シューマッハに追突し空中に飛び上がるアクシデントで再スタートとなった。ブルティに怪我は無く無事再スタートしたように思われたがレース中に手の痛みを訴え、パワーステアリングも無いマシンでは運転が困難である事からチームに棄権を申し出たがプロストに却下され、走り続けた結果24ラップ目の１コーナーでコースアウトしリタイアした。
- ミナルディの2台は最初ピットレーンからスタートしたが、2度目のスタートでは元のグリッドからスタートした。
- ハインツ＝ハラルド・フレンツェンはジョーダンチームによって解雇され、母国レースの出場を逃した。彼に代わってカナダにも出場したリカルド・ゾンタがジョーダンをドライブした。
- ミハエル・シューマッハのフェラーリが技術的なトラブルでリタイアしたが、この後彼が技術的トラブルでリタイアするのは2005年バーレーングランプリであった。
- ベネトン・チームの二人のドライバーが共にポイントを獲得した最後のレースであった。
- ホッケンハイムリンクの旧コースにおける最後のレースであった。
- このレースはジャン・アレジのプロスト・グランプリにおける最後のレースとなった。アレジは次戦よりフレンツェンに代わってジョーダンをドライブし、フレンツェンがアレジに代わってプロストをドライブした。

## 第12戦終了時点でのランキング
- 太字は理論上ワールドチャンピオンの可能性あり

| 順位 | ドライバー             | ポイント |
| ---- | ---------------------- | -------- |
| 1    | ミハエル・シューマッハ | 84       |
| 2    | デヴィッド・クルサード | 47       |
| 3    | ラルフ・シューマッハ   | 41       |
| 4    | ルーベンス・バリチェロ | 40       |
| 5    | ミカ・ハッキネン       | 19       |

| 順位 | コンストラクター        | ポイント |
| ---- | ----------------------- | -------- |
| 1    | フェラーリ              | 124      |
| 2    | マクラーレン-メルセデス | 66       |
| 3    | ウィリアムズ-BMW        | 56       |
| 4    | ザウバー-ペトロナス     | 19       |
| 5    | B・A・R-ホンダ          | 16       |

- 注：ドライバー、コンストラクター共にトップ5のみ表示。